# Adly

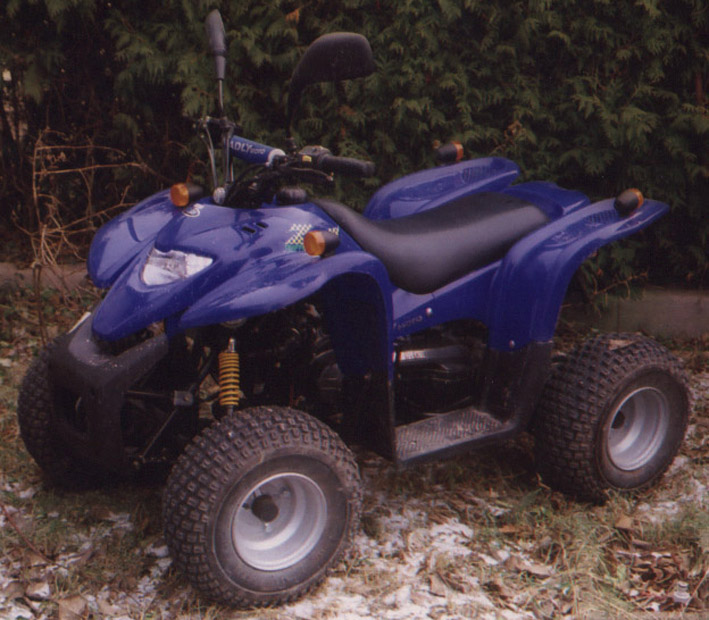
Adly Z1, 50 ccm

Adly is een merk van (onder andere) bromfietsen scooters uit Taiwan.
Her Chee Industrial Co. Ltd., Yi-Chu Hsiang, Chia-Yi Hsien, Taiwan is een Taiwanees bedrijf dat in 1978 werd opgericht voor de productie van bromfietsen.  Later werden ook scooters geproduceerd en tegenwoordig maakt men ook terreinkarts, Quads, E-bikes (elektrische bromfietsen) en lichte motorfietsjes van 90- tot 125 cc.